# Selenops oculatus
Selenops oculatus är en spindelart som beskrevs av Pocock 1898. Selenops oculatus ingår i släktet Selenops och familjen Selenopidae. Inga underarter finns listade i Catalogue of Life.